# Віктор III
Віктор ІІІ (лат. Victor; бл. 1026 — 16 вересня 1087) — сто п'ятдесят сьомий Папа Римський (24 травня 1086— 16 вересня 1087). Його короткий понтифікат залишив менший вплив, ніж його багаторічна і плідна праця настоятелем монастиря Монтекассіно під іменем Дезидерій.

## Ранні роки життя та служіння абатом
Дауферіо народився у Беневенто в знатній лонгобардській родині князя Беневентського Ландульфа V. З ранніх років прагнув стати ченцем всупереч волі батьків. Після смерті батька у битві з норманнами у 1047 році утік з дому, не маючи бажання одружуватись, однак силою був повернутий до дому. Пізніше знову залишив дім і був прийнятий до монастиря св. Софії у Беневенто, де змінив ім'я на Дезидерій. Проте, на його погляд, життя у цьому монастирі не було достатньо суворим, тому він змінював монастирі та зупинив свій вибір на обителі бенедиктинців у Монтекассіно, куди вступив у 1055 році.
Дуже швидко був призначений настоятелем цього монастиря. Він відбудував монастирські храми та інші приміщення, заснував школи та відновив дисципліну. Репутація Дезидерія сприяла надходженню до монастиря щедрих пожертвувань і подарунків, які витрачались на оздоблення храмів.
Реноме Дезидерія було настільки високим, що його було призначено папським вікарієм для Кампанії, Апулії, Калабрії і Беневентського князівства зі спеціальними повноваженнями щодо реформування монастирів.
Особливі заслуги Дезидерія полягають у його впливі на нормандців, яких він переконав стати васалами Святого Престолу.